# مطران (مطران)
مطران هي إحدى مشيخات المملكة المغربية، تتبع جغرافيا لإقليم سيدي بنور وإداريًا لمطران. يقدر عدد سكانها بـ 7832 نسمة حسب الإحصاء الرسمي للسكان والسكنى لسنة 2004.